# Julieta (película)
Julieta es una película española escrita y dirigida por Pedro Almodóvar. Protagonizada por Emma Suárez y Adriana Ugarte –que interpretan el antes y el después de la protagonista– es la 20ª película del autor manchego.
La película se estrenó el 8 de abril de 2016 en España, con críticas positivas. Tuvo su debut internacional en el Festival Internacional de Cine de Cannes de 2016, donde fue seleccionada para competir por la Palma de Oro.
El filme está inspirado en tres relatos de Alice Munro, "Destino", "Pronto" y "Silencio", incluidos en su libro Escapada (2004). Inicialmente, la película se iba a titular Silencio.

## Argumento
Julieta vive en Madrid y está a punto de mudarse a Portugal con su novio Lorenzo. En un encuentro casual en la calle con la amiga de la infancia de su hija Antía, Beatriz, se entera de que Antía, de quien se ha distanciado hace mucho tiempo, vive en Suiza y tiene tres hijos. Superada por su deseo de restablecer el contacto con Antía, abandona los planes de abandonar España y alquila un apartamento en otro lugar del edificio de Madrid donde crio a Antía, sabiendo que el único medio para comunicarse con Antía es la dirección.
Anticipando las palabras de Antía, y consciente de que debe a su hija una explicación de los eventos que llevaron a su separación, Julieta llena un diario con un relato de su vida como madre, esposa e hija. Ella comienza con la historia de conocer a Xoan, un pescador y el padre de Antía. En un  flashback, Julieta recuerda encontrarse con Xoan en un tren, después de haber huido al vagón restaurante para evitar la conversación con un hombre mayor que deseaba charlar con ella. Allí, Xoan le cuenta sobre su vida como pescador y que su esposa que está en coma. El tren se detiene bruscamente al golpear al hombre mayor, que se suicidó. Como Julieta se culpa a sí misma por su muerte, Xoan la consuela, y tienen sexo en el tren. Más tarde, en la escuela en la que trabaja, Julieta recibe una carta de Xoan que toma como invitación para visitar. Ella descubre que su esposa murió recientemente y que él está con Ava, una amiga. Julieta y Xoan reanudan su relación y ella le informa que está embarazada de su hijo. Dos años después, Julieta y Antía visitan a los padres de Julieta. Su madre está enferma y aparentemente sufre de enfermedad de Alzheimer, al principio no reconoció a su hija. Su padre está teniendo una aventura con la doncella, para disgusto de Julieta.
Mientras que una Antía mayor está en un campamento de verano, Xoan y Julieta discuten sobre sus ocasionales alianzas con Ava, impulsadas por el ama de llaves. Julieta sale corriendo a caminar y Xoan va a pescar. Entra una tormenta y, mientras Julieta mira las noticias en pánico, Xoan muere. En el campamento, Antía se ha vuelto inseparable de una niña llamada Beatriz. Julieta viaja a Madrid para darle la noticia de la muerte de Xoan a su hija, y alquila un apartamento allí. A la edad de 18 años, Antía se embarca en un retiro espiritual y anuncia que estará incomunicada por tres meses.
Cuando Julieta conduce a la ubicación de la retirada en los Pirineos tres meses después, se le informa que su hija ya se ha ido, y no quiere que se revele su ubicación a su madre. Julieta está atormentada por la pérdida y sus intentos de encontrar a Antía no tienen éxito. El único contacto que tiene es una tarjeta en blanco en su 19° cumpleaños. Después de esto, se enfurece y destruye la mayoría de las huellas de su hija en su vida, al mudarse de su apartamento. Visita a Ava, que tiene esclerosis múltiple y está muriendo. Ava le dice que Antía sabía acerca de la discusión que precipitó la muerte de Xoan y culpó a Julieta y Ava, y que finalmente había internalizado la culpa sobre esto porque ella estaba fuera en el campamento en ese momento. En el funeral de Ava, Julieta conoce a Lorenzo y los dos se embarcan en una relación feliz, lo que distrae a Julieta de su pérdida. Ella no le dice nada de Antía y él respeta que ella tenga algunos secretos en su vida.
De vuelta en el presente, Lorenzo se fue a Portugal y el estado mental de Julieta se deteriora al visitar lugares que solía ir con su hija. Beatriz la encuentra, y revela que ella y Antía tenían una relación lésbica. Después de asistir al retiro espiritual, Antía le dijo a Beatriz que estaba avergonzada y la eliminó de su vida como lo hizo con Julieta.
Más tarde, Julieta es atropellada por un automóvil y se derrumba en la calle, pero es vista por un recién llegado Lorenzo. Él visita su piso donde encuentra una carta de Antía, que él trae a Julieta, junto con sus memorias, aparentemente sin leer. Antía habla de la muerte de su hijo, que la ha afectado profundamente y le ha permitido comprender cómo Julieta debe sentirse en su separación. Ella también ha incluido una dirección de remitente. Lorenzo y Julieta conducen a Suiza y Julieta resuelve no exigir una explicación: simplemente desea estar con su hija.

## Reparto
- Emma Suárez como Julieta Arcos.
- Adriana Ugarte como Julieta Arcos (joven).
- Priscilla Delgado como Antía Feijoó Arcos (pequeña).
- Michelle Jenner como Beatriz.
- Rossy de Palma como Marian.
- Inma Cuesta como Ava.
- Darío Grandinetti como Lorenzo Gentile.
- Daniel Grao como Xoan Feijoó.
- Pilar Castro como Claudia (madre de Beatriz).
- Nathalie Poza como Juana.
- Blanca Parés como Antía Feijoó Arcos (joven).
- Susi Sánchez como Sara (madre de Julieta).
- Ramón Ibarra Robles como Pasajero del tren.
- Jorge Pobes  como Viajero tren.
- Sara Jiménez como Beatriz (pequeña).
- Joaquín Notario como Samuel (padre de Julieta).
- Jimena Solano como Antía Feijoó Arcos (2 años).
- Mariam Bachir como Sanaa.
- Luis Iglesia como Juez.
- Bimba Bosé como Amiga de Bea.
- David Delfín como Amigo de Bea.
- Tomás del Estal como Hombre del tren.

## Producción
Pedro Almodóvar reveló el título de la película en una entrevista con el Financial Times después de asistir a una función de la obra musical de su película Mujeres al borde de un ataque de nervios en el Playhouse Theatre, Londres, en enero de 2015. "Se denomina Silencio porque silencio es el principal elemento que impulsa las peores cosas que le suceden a la protagonista femenina", dijo Almodóvar, afirmando que la película sería un retorno a su "cine de mujeres". También explicó que había terminado el guion, pero que estaba en el proceso de casting. La actriz Rossy de Palma, que aparece con frecuencia en películas de Almodóvar, confirmó más tarde que iba a tener un papel en la película, seguido por el anuncio de que Emma Suárez y Adriana Ugarte en versiones mayores y menores de la protagonista de la película, respectivamente, en marzo de 2015. Silencio entró en producción en el mes de mayo de 2015, con Jean-Claude Larrieu a cargo de la fotografía y Alberto Iglesias componiendo la banda sonora de la película. Las fotografías de la película comenzaron a aparecer en línea hacia el final del mes. En junio de 2015 , Sony Pictures Classics anunció que habían adquirido los derechos para Estados Unidos de la película, siendo la novena película de Almodóvar en ser distribuida por ellos.
Finalmente, el director cambió el nombre de la película al nombre de la protagonista para evitar que su película se confundiera con Silence de Martin Scorsese.

## Localizaciones de rodaje
El rodaje comenzó el 6 de mayo de 2015. Se filmó en diversos lugares: Madrid, las Rías Altas, la Campiña de Sevilla, la Sierra de Huelva y el Pirineo Aragonés como localizaciones.

## Recepción crítica
Antes de su lanzamiento, Los Angeles Times predijo que la película podría ser una candidata para los Premios Óscar del 2017. Las primeras críticas fueron positivas, en general, mucho menos malas que las que Almodóvar había recibido por su película anterior Los amantes pasajeros (2013), con los críticos elogiando la película por su "belleza visual y majestad cinematográfica", pero lamentando "el guion de Almodóvar y sus decisiones narrativas."
| País                      | Medio / Autor(a)                          | Crítica | Tendencia        |
| ------------------------- | ----------------------------------------- | --- | ---------------- |
| Bandera de España         | Diario El Mundo Luis Martínez             | «La perfecta deconstrucción del melodrama en una película tan anómala y sonámbula como turbadora...» | Crítica positiva |
| Bandera de España         | Diario El País Carlos Boyero              | «No logra transmitirme nada, ni emocional ni artístico. Es el problema que entraña no creerte nada, (...) ni lo que expresan los personajes ni lo que callan» | Crítica negativa |
| Bandera de España         | Diario ABC Oti Rodríguez Marchante        | «Emma Suárez, el auténtico pincel que dibuja los sentimientos de la historia (...) Un melodrama clásico en los dos sentidos del término, tan de siempre y tan de todos.» | Crítica positiva |
| Bandera de España         | Cinemanía Andrea G. Bermejo               | «El relato de Almodóvar, el más literario hasta la fecha, el más contenido y sutil (...) Y, quizás por ello, lo hace sin giros de guion alocados, sin cambios de género, sin retruécanos ni hipérboles» | Crítica positiva |
| Bandera de España         | Fotogramas Jordi Costa                    | «Para conocer a la chica Almodóvar más compleja. (...) Una obra de reposada maduración (...) la que acaso sea la película más concentrada y precisa del manchego.» | Crítica positiva |
| Bandera de España         | Diario La Vanguardia Jordi Batlle Caminal | «Pedro sin almodovarismos. Es un drama maternofilial esculpido, desde los propios intestinos, con la delicadeza y sensibilidad del mejor clasicismo. (...)» | Crítica positiva |
| Bandera de España         | GQ Revista Noel Ceballos                  | «'Julieta' es en sí misma un impacto que se cocina a fuego lento, pero que deja una marca cuando se encienden las luces. (...) otro tour de force cien por cien almodovariano, donde cada secuencia es un enigma.» | Crítica positiva |
| Bandera de España         | El Español Desirée de Fez                 | «Obra maestra con nombre de mujer. (...) Una de las cosas más fascinantes de la película es el choque entre su fondo agitado, vehemente y chiflado, y la calma de sus formas.» | Crítica positiva |
| Bandera de Estados Unidos | Variety Peter Debruge                     | «El autor español ofrece su drama más sincero (...) Aunque 'Julieta' supone un bienvenido regreso a las historias centradas en mujeres (...) está lejos de sus trabajos más fuertemente provocadores o entretenidos» | Crítica neutral  |
| Bandera del Reino Unido   | Screendaily Fionnuala Halligan            | «El 20º film de Almodóvar es una criatura desasosegante, tentadora (...) Llena de pistas y presagios (...) Almodóvar sigue siendo una voz única, distintiva, que crece en textura y profundidad con cada nueva producción.» | Crítica positiva |
| Bandera de Estados Unidos | The Hollywood Reporter Fionnuala Halligan | «Un drama plano y fragmentado (...) Es suficientemente sólido como para satisfacer a los devotos del director de todo el mundo (...) Sin embargo, los espectadores menos avezados pueden sentirse confusos ante los serpenteos del guion, los misterios no resueltos, los giros narrativos abruptos y desordenados y las extrañas motivaciones de los personajes» | Crítica neutral  |

### Premios
- Una de las preseleccionadas para representar a España en los Oscar 2016
- Seleccionada para los premios del Cine Europeo 2016 (European Film Academy)

| Premio                                              | Categoría                                                        | Nominados                                              | Resultado | Ref(s)        |
| --------------------------------------------------- | ---------------------------------------------------------------- | ------------------------------------------------------ | --------- | ------------- |
| Festival de Cannes                                  | Palma de Oro                                                     | Pedro Almodóvar                                        | Nominada  | [ 27 ]        |
| Premios Goya                                        | Mejor película                                                   | Julieta                                                | Nominada  | [ 28 ]        |
| Premios Goya                                        | Mejor director                                                   | Pedro Almodóvar                                        | Nominado  | [ 28 ]        |
| Premios Goya                                        | Mejor actriz                                                     | Emma Suárez                                            | Ganadora  | [ 28 ]        |
| Premios Goya                                        | Mejor guion adaptado                                             | Pedro Almodóvar                                        | Nominado  | [ 28 ]        |
| Premios Goya                                        | Mejor música original                                            | Alberto Iglesias                                       | Nominado  | [ 28 ]        |
| Premios Goya                                        | Mejor maquillaje y peluquería                                    | Ana López-Puigcerver, Sergio Pérez Berbel, David Martí | Nominadas | [ 28 ]        |
| Premios Goya                                        | Mejores efectos especiales                                       | Reyes Abades, Eduardo Díaz                             | Nominados | [ 28 ]        |
| Medallas del Círculo de Escritores Cinematográficos | Mejor película                                                   | Julieta                                                | Nominada  | [ 29 ] [ 30 ] |
| Medallas del Círculo de Escritores Cinematográficos | Mejor director                                                   | Pedro Almodóvar                                        | Nominado  | [ 29 ] [ 30 ] |
| Medallas del Círculo de Escritores Cinematográficos | Mejor actriz                                                     | Emma Suárez                                            | Ganadora  | [ 29 ] [ 30 ] |
| Medallas del Círculo de Escritores Cinematográficos | Mejor actriz                                                     | Adriana Ugarte                                         | Nominada  | [ 29 ] [ 30 ] |
| Medallas del Círculo de Escritores Cinematográficos | Mejor actriz secundaria                                          | Rossy de Palma                                         | Nominada  | [ 29 ] [ 30 ] |
| Medallas del Círculo de Escritores Cinematográficos | Mejor guion adaptado                                             | Pedro Almodóvar                                        | Nominado  | [ 29 ] [ 30 ] |
| Medallas del Círculo de Escritores Cinematográficos | Mejor fotografía                                                 | Jean-Claude Larrieu                                    | Nominado  | [ 29 ] [ 30 ] |
| Medallas del Círculo de Escritores Cinematográficos | Mejor música                                                     | Alberto Iglesias                                       | Nominado  | [ 29 ] [ 30 ] |
| Premios de la Crítica Cinematográfica               | Mejor película extranjera                                        | Julieta                                                | Nominada  | [ 31 ]        |
| Premios Satellite                                   | Mejor película extranjera                                        | Julieta                                                | Nominada  | [ 32 ] [ 33 ] |
| Premios del Cine Europeo                            | Mejor película                                                   | Julieta                                                | Nominada  | [ 34 ]        |
| Premios del Cine Europeo                            | Mejor director                                                   | Pedro Almodóvar                                        | Nominado  | [ 34 ]        |
| Premios del Cine Europeo                            | Mejor actriz                                                     | Emma Suárez y Adriana Ugarte                           | Nominadas | [ 34 ]        |
| Premios del Cine Europeo                            | Premio del Público                                               | Julieta                                                | Nominada  | [ 34 ]        |
| Premios Feroz                                       | Mejor película - Drama                                           | Julieta                                                | Nominado  | [ 35 ]        |
| Premios Feroz                                       | Mejor director                                                   | Pedro Almodóvar                                        | Nominado  | [ 35 ]        |
| Premios Feroz                                       | Mejor actriz                                                     | Emma Suárez                                            | Nominada  | [ 35 ]        |
| Premios Feroz                                       | Mejor actriz                                                     | Adriana Ugarte                                         | Nominada  | [ 35 ]        |
| Premios Feroz                                       | Mejor actriz de reparto                                          | Rossy de Palma                                         | Nominada  | [ 35 ]        |
| Premios Feroz                                       | Mejor guion                                                      | Pedro Almodóvar                                        | Nominado  | [ 35 ]        |
| Premios Feroz                                       | Mejor música original                                            | Alberto Iglesias                                       | Nominado  | [ 35 ]        |
| Premios Feroz                                       | Mejor tráiler                                                    | Mejor tráiler                                          | Nominado  | [ 35 ]        |
| Premios Feroz                                       | Mejor cartel                                                     | Mejor cartel                                           | Nominado  | [ 35 ]        |
| Women Film Critics Circle                           | Mejor película extranjera dirigida por una mujer o sobre mujeres | Julieta                                                | Nominada  | [ 36 ] [ 37 ] |
| Alianza de Mujeres Periodistas de Cine              | Mejor película extranjera                                        | Julieta                                                | Nominada  | [ 38 ] [ 39 ] |
| Premios Platino de 2017                             | Mejor dirección                                                  | Pedro Almodóvar                                        | Ganadora  | [ 40 ]        |
| Premios Platino de 2017                             | Mejor Película Iberoamericana de Ficción                         | Julieta                                                | Nominada  | [ 41 ]        |
| Premios Platino de 2017                             | Mejor Interpretación Femenina                                    | Emma Suárez                                            | Nominada  | [ 41 ]        |
| Premios Platino de 2017                             | Mejor Música Original                                            | Alberto Iglesias                                       | Ganadora  | [ 40 ]        |
| Premios Sant Jordi                                  | Rosa de Sant Jordi a la mejor película española                  | Julieta                                                | Ganadora  | [ 42 ]        |
| Premios Sant Jordi                                  | Mejor actriz en película española                                | Emma Suárez                                            | Ganadora  | [ 42 ]        |
| Fotogramas de Plata                                 | Mejor Película                                                   | Julieta                                                | Nominada  | [ 43 ]        |
| Fotogramas de Plata                                 | Mejor Actriz de cine                                             | Emma Suárez                                            | Ganadora  | [ 43 ]        |
| Premios Cinematográficos José María Forqué          | Mejor Largometraje de Ficción                                    | Julieta                                                | Nominada  | [ 44 ]        |
| Premios Cinematográficos José María Forqué          | Mejor interpretación femenina                                    | Emma Suárez                                            | Ganadora  | [ 45 ]        |
| Premios Cinematográficos José María Forqué          | Mejor Interpretación femenina                                    | Adriana Ugarte                                         | Nominada  | [ 45 ]        |
| Premios BAFTA                                       | Mejor Película de Habla No Inglesa                               | Julieta                                                | Nominada  | [ 46 ]        |
| Premios de la Unión de Actores                      | Mejor Actriz Protagonista                                        | Emma Suárez                                            | Ganadora  | [ 47 ]        |
| Premios de la Unión de Actores                      | Mejor Actriz de Reparto                                          | Nathalie Poza                                          | Nominada  | [ 47 ]        |
| Premios David di Donatello                          | Mejor Película Europea                                           | Julieta                                                | Nominada  | [ 48 ]        |

## Lanzamiento
| Fechas de estreno (Fuente: IMDb) |                                                                      |           |                          |
| País                             | Fecha de estreno                                                     | País      | Fecha de estreno         |
| España                           | 8 de abril de 2016 (Estrenada y presentada en el Festival de Málaga) | Francia   | 18 de mayo de 2016       |
| Italia                           | 19 de mayo de 2016                                                   | Argentina | 23 de junio de 2016      |
| México                           | 8 de julio de 2016                                                   | Finlandia | 12 de agosto de 2016     |
| Reino Unido                      | 26 de agosto de 2016                                                 | Portugal  | 15 de septiembre de 2016 |